# Filmdose

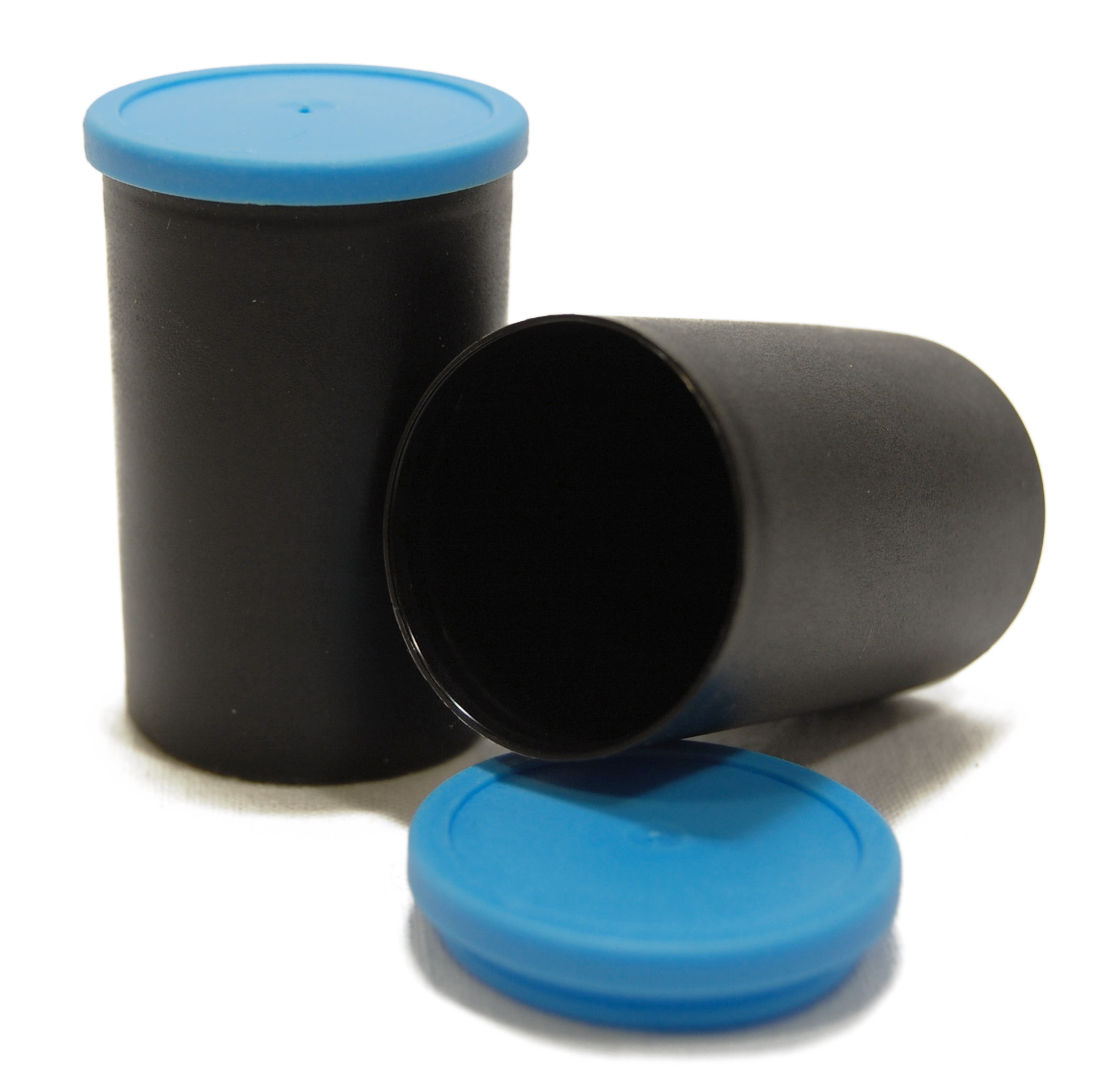
Filmdosen mit blauen Deckeln

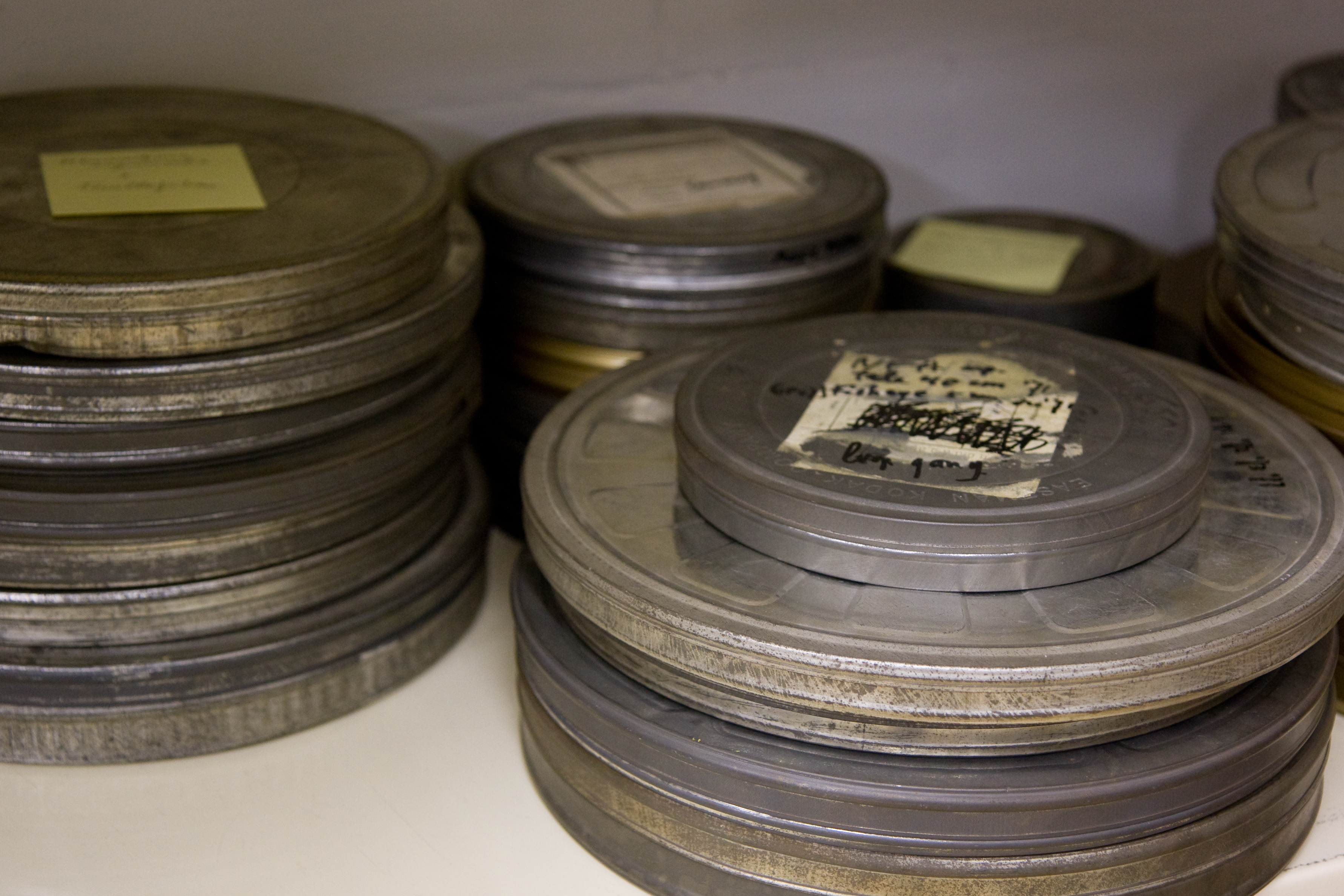
Filmdosen für Kinofilme

Als  Filmdose bezeichnet man im Allgemeinen die Schutzhülle eines 35-mm-Films. Es gibt aber auch 8-, 16- und 70-mm-Filme. Diese Dosen bestehen meist aus einem schwarzen oder auch grauen Kunststoff und sind lichtundurchlässig, da sie das Filmmaterial vor Lichteinfall schützen sollen.
Filmdosen haben auch in vielen anderen Bereichen eine neue Aufgabe gefunden. Sie dienen in den meisten Bereichen als Aufbewahrungsmöglichkeit, etwa im Geocaching als Alternative zu PET-Rohlingen.
Historisch kommt der Begriff Filmdose jedoch aus den Anfängen der Kino-Ära. Fertig geschnittene oder vervielfältigte Kinofilme werden bis heute in Blechdosen transportiert und aufbewahrt. Grund hierfür ist die Dichtheit in Bezug auf Licht und Luft, außerdem haben Blechdosen keine schädlichen Ausdünstungen und Ausgasungen, die das Filmmaterial beeinträchtigen können. Auch die 35-mm-Kleinbildfilmdose wurde beispielsweise von AGFA anfangs aus Blech produziert.
In der Zeit um 1935 bis 1960 war es bei Fotografen üblich, größere Mengen an Filmmaterial in der Dunkelkammer in kleinere Abschnitte aufzuteilen und in Patronen oder Kassetten aufzuziehen.